# Bur Ladanggeri
Bur Ladanggeri är ett berg i Indonesien.   Det ligger i provinsen Aceh, i den västra delen av landet, 1 600 km nordväst om huvudstaden Jakarta. Toppen på Bur Ladanggeri är 1 740 meter över havet.
Terrängen runt Bur Ladanggeri är kuperad åt nordost, men åt sydväst är den bergig.Runt Bur Ladanggeri är det ganska glesbefolkat, med 21 invånare per kvadratkilometer. I omgivningarna runt Bur Ladanggeri växer i huvudsak städsegrön lövskog.